# Каминский, Бронислав Владиславович
Бронисла́в Владисла́вович Ками́нский (пол. Bronisław Kamiński, бел. Браніслаў Камінскі; 16 июня 1899, Добжинь-над-Вислон, Плоцкая губерния — 28 августа 1944, Лодзь, Вартеланд) — русский военный и политический деятель, коллаборационист, обер-бургомистр Локотского окружного самоуправления (автономной территории в тылу германских войск), создатель и руководитель РОНА, ваффен-бригадефюрер (генерал-майор) войск СС (1 августа 1944), второй и последний руководитель Народной социалистической партии России (НСПР, при нём переименована в НСТПР).

## Биография

### Довоенный период
Бронислав Каминский родился 16 июня 1899 года в безуездном городе Добржин Липновского уезда Плоцкой губернии Царства Польского (ныне город Добжинь-над-Вислон гмины Добжинь-над-Вислон Липновского повята Куявско-Поморского воеводства Польши). По другим данным — в селе Добржинь Полоцкого уезда Витебской губернии (?) или в дер. Добрунь (бел. Дабрунь) Докшицкого района Витебской области Белоруссии, которая в то время входила в Борисовский уезд Минской губернии. Происходил из обрусевшей польской дворянской семьи, которая начала свою историю в Санкт-Петербурге в конце XIX века.
В 1917 году поступил в Петроградский политехнический институт императора Петра Великого, но вскоре вступил добровольцем в РККА. С 1920 года член ВКП(б).
После Гражданской войны, придя с фронта, поступил в техникум, оттуда направлен на практику на завод «Республика». На заводе проработал шесть лет; был застрельщиком соцсоревнования, внёс много рацпредложений по обжигу. За хорошие показатели в работе он был направлен в счёт «Набора индустриализации» на учёбу в Ленинградский химико-технологический институт. Дипломной работой Бронислава был новый метод обжига химических компонентов для получения синьки.
В 1935 году за критику коллективизации исключён из ВКП(б). Дважды арестовывался, но освобождался. Сразу после ареста семье предписывали выселение из квартиры и высылка в Северный край. Сестра Бронислава Антонина дважды ездила в Москву, и дважды сразу по приезде была принята первым секретарём ВЦСПС, членом Оргбюро ЦК ВКП(б) Н. М. Шверником и дважды получала постановление об отмене выселения и высылки в Северный край. В августе 1937 года был арестован в третий раз и осуждён за принадлежность к чаяновской контрреволюционной группе.
Первоначально отбывал ссылку в с. Суерка Упоровского района Омской области (ныне Тюменская область), затем технологом по спиртопроизводству в «шарашке» в Шадринске. В августе 1939 года Антонина с детьми Бронислава ездила к нему в Шадринск.
28 марта 1940 года стал агентом НКВД под кличкой «Ультрамарин» в Шадринском отделе для разработки ссыльных троцкистов.
В конце 1940 года или в начале 1941 года был освобождён и отправлен на поселение в Локоть Орловской области (ныне посёлок относится к Брянской области). До войны работал главным технологом на спиртзаводе в Локте. В конце осени — начале зимы 1940 года ездил к семье в Ленинград. 4 октября 1941 года немецкие войска заняли посёлок Локоть.

### Локотское самоуправление

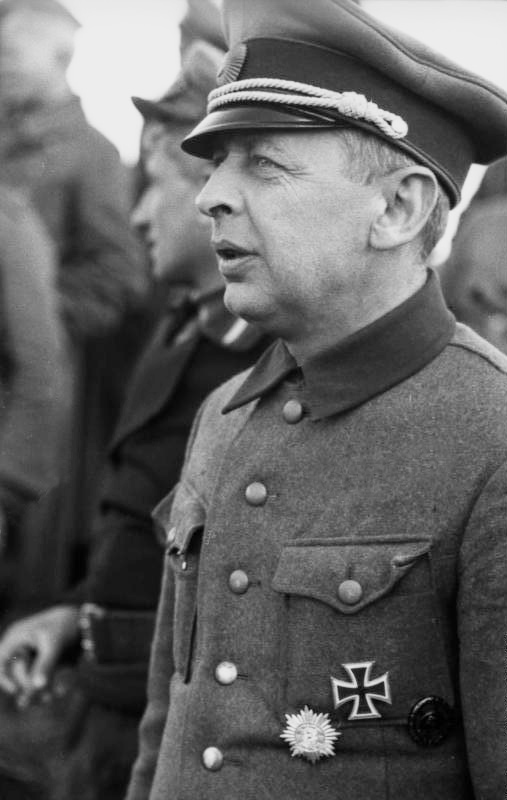
Бронислав Каминский 21 марта 1944 года.

После образования Локотского самоуправления — заместитель бургомистра К. П. Воскобойника, а с января 1942 года после гибели К. П. Воскобойника в боях с партизанами — обер-бургомистр «Локотского округа самоуправления». 25 ноября 1941 года создана Народная социалистическая партия России «Викинг», после гибели К. П. Воскобойника возглавил партию. За два дня до назначения Каминского начальник Орловского областного управления НКВД К. Ф. Фирсанов в докладной записке на имя начальника 2-го управления НКВД П. В. Федотова спрашивал:

Не считаете ли вы целесообразным выдать Каминского немцам как секретного сотрудника НКВД? Подписка его, выданная Шадринскому райотделу НКВД, имеется.

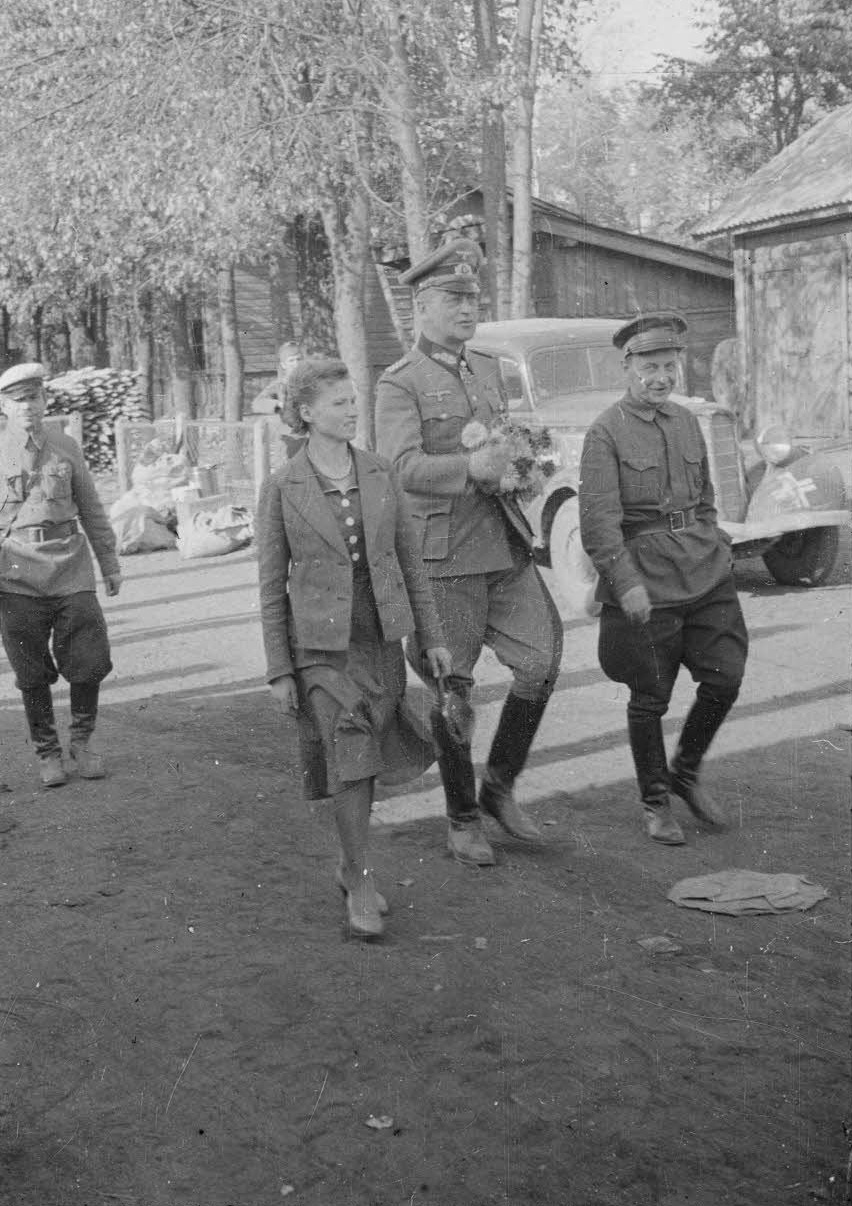
Бронислав Каминский и Вернер фон Гильза

Осенью 1942 сформировал первую бригаду РОНА для обороны Локотского Особого округа от партизан и отрядов, сформированных НКВД и совершавших от 40 до 60 нападений в месяц. Пользовался довольно большим авторитетом и поддержкой у населения. В литературе описаны случаи дезертирства советских партизан и переход их на сторону вооружённых формирований Локотского самоуправления. Если члены семьи жителя деревни были партизаны или помогали им, то личное имущество (в основном скот и продукты) подлежали конфискации:
«Грабили население все, кто мог, начиная от рядового полицейского и кончая самим Каминским. За время существования бригады Каминского было истреблено только одного рогатого скота 5000 голов, не меньше, плюс к этому уведено в Германию около 4000 голов, не считая свиней, овец и птицы. Скот и птицу главным образом отбирали у семей партизан и лиц, связанных с ними. Обычно когда становилось известно о том, что тот или иной житель деревни находится в партизанском отряде или помогает им, то его семья подвергалась ограблению, забирали всё: скот, птицу, продукты и даже одежду. Все вещи, награбленные у населения, хранились в специальном складе у Каминского, который выдавал их своим приближённым».
Сформированные Каминским подразделения РОНА принимали активное участие в карательных акциях против партизан и мирного населения. В частности, бригада РОНА участвовала в крупной анти-партизанской операции «Цыганский барон», когда немецкое командование решило очистить от партизан свои тыловые районы и обезопасить коммуникации в преддверии Курской битвы. Всего на территории Брянской и Витебской областей в 1941—1943 годах бригада РОНА уничтожила более 10 тысяч советских граждан, заживо сожгла 203 человека, было полностью сожжено 24 деревни и 7300 колхозных дворов, разрушено 767 общественных и культурных учреждений. Общий убыток составил более 900 млн рублей.
В апреле 1943 года из блокадного Ленинграда в Локоть была заброшена агент «Вьюн» (Антонина Каминская) с целью убедить брата перейти на сторону советской власти. За переход ему обещаны звание генерал-майора и Героя Советского Союза, а всем военнослужащим — полную безопасность и сохранение воинских званий. В случае отказа агент «Вьюн» была обязана убить брата. После встречи с сестрой Бронислав опубликовал в газете «Голос народа» статью, разоблачающую попытку подкупа.
Ввиду широкомасштабного наступления Красной армии летом 1943 года вооружённые формирования Локотского округа под командованием Бронислава Каминского, члены семей военнослужащих, все, кто не хотел оставаться на советской территории (около 30 тыс. человек, из которых около 6 тыс. были военнослужащими), в августе 1943 года ушли вместе с немецкой армией в г. Лепель Витебской области, где они вскоре приняли участие в ряде карательных антипартизанских операций: «Regenschauer», «Frühlingsfest» (заявлено об уничтожении 7011 «партизан» в Полоцко-Лепельской зоне) и «Kormoran» (заявлено об уничтожении 7697) в составе боевой группы СС Готтберга (нем. SS-Kampfgruppe von Gottberg). В марте 1944 подразделение переименовано в «Народную Бригаду Каминского» (нем. Volksheer-Brigade Kaminski), а уже в июле 1944 она пополнила ряды СС под наименованием штурмовой бригады СС РОНА (нем. Waffen-Sturmbrigade der SS RONA).
Обергруппенфюрер СС Курт Фон Готтберг дал прекрасную характеристику Каминскому в ставку рейхсфюрера СС, результатом чего явилась встреча Бронислава Каминского и рейхсфюрера СС Генриха Гиммлера, состоявшаяся 30 июля 1944 года. В ходе встречи командиру бригады РОНА было присвоено звание Ваффен-бригадефюрера и генерал-майора Войск СС. Гиммлер лично наградил Каминского Железным крестом первой степени (эту награду Бронислав Каминский получил ранее от армейского руководства, Гиммлер лишь узаконил награждение).

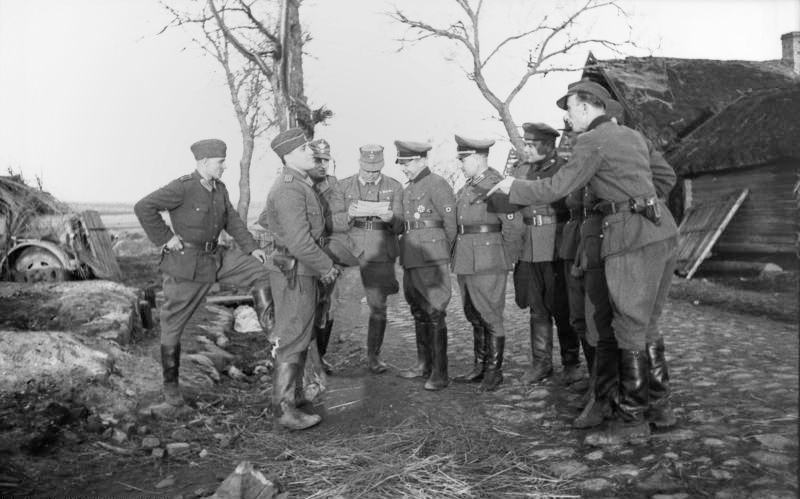
Антипартизанская карательная операция в Белоруссии, 21 марта 1944. Каминский в самом центре в фуражке (пятый слева), с группой членов своего штаба и сотрудников полиции порядка

### Подавление Варшавского восстания
1 августа 1944 года вышел приказ о формировании 29-й гренадерской дивизии СС РОНА (русская № 1) (нем. 29. Waffen-Grenadier-Division der SS RONA (russische Nr.1)). К этому времени в учебном лагере войск СС Нойхаммер находилось около 3 тысяч личного состава штурмовой бригады. В тот же день в Варшаве началось восстание, и уже к 4 августа имеющийся личный состав был направлен туда.

Из состава дивизии был сформирован Сводный полк в составе 2-х батальонов численностью 1700 человек исключительно из несемейных добровольцев. На вооружении стояло четыре танка Т-34, самоходная установка СУ-76, две 122-мм гаубицы. Командиром полка назначен И. Д. Фролов. Семейным бойцам было предписано сопровождать беженцев и семьи в Карпатскую Русь. Вместе с полком был сформирован штурмовой отряд, насчитывающий 150—200 человек. 8 августа 1944 года Сводный полк прибыл в предместье Варшавы — населённый пункт Раков. 9 августа в расположение Сводного полка прибыл Б. Каминский и поставил перед полком задачу в течение 10 дней очистить район Охота до р. Висла.

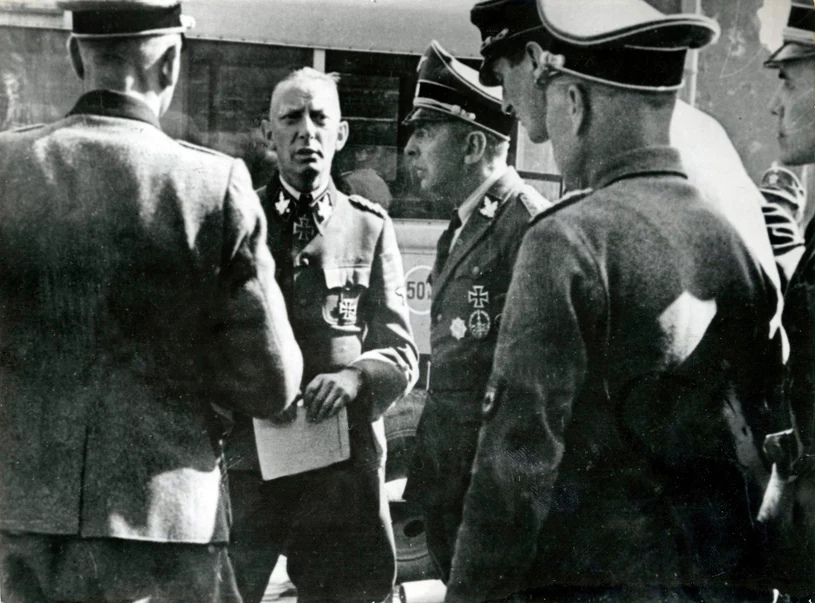
Подавление Варшавского восстания: Бронислав Каминский в униформе бригадефюрера общих СС, слева от него — Хайнц Райнефарт

Сводный полк бригады под командованием штурмбанфюрера Ивана Денисовича Фролова участвовал в подавлении Варшавского восстания (район Охота) и проявил чрезвычайную жестокость. По свидетельству генерал-лейтенанта германской армии Р. Штагеля, солдаты полка насиловали женщин, расстреливали гражданское население, грабили дома. Как указывает В. С. Христофоров, начальник архивного управления ФСБ, у каждого бойца сводного полка РОНА после возвращения с операции имелось до 15—20 золотых часов. Во время резни, устроенной полком 5 августа 1944 года, было убито 15 тысяч мирных жителей. В ходе подавления восстания погибло 235 тыс. человек, из которых 200 тыс. — мирные жители. Мародёрство своей бригады Каминский не только не пресекал, но поощрял и оправдывал перед немецким командованием. 12 августа лично возглавил штурм фабрики в пригороде Варшавы, получил лёгкое ранение. После двухчасового боя фабрика была взята. Полк потерял около 70 человек.
19 августа 1944 года за неудовлетворительные боевые действия полк был выведен из Варшавы и переброшен на очистку лесного массива от повстанцев к северо-западу от Варшавы.

### Расстрел
В 1944 году, как сообщается в некоторых публикациях, один заключённый концлагеря Заксенхаузен — бывший командир диверсионного отряда, воевавшего под Орлом, капитан госбезопасности, — сумел организовать «утечку» информации с компроматом на Каминского. Он «по секрету» сообщил сокамернику, что командир РОНА Каминский на самом деле — давний агент НКВД, внедрённый к немцам.
Согласно донесению от 8 августа 1944 г. в адрес Э. фон дем Баха-Зелевски, которые обнаружил в немецких архивах в 2025 г. И. Р. Петров, при подавлении Варшавского восстания подчинённые Каминского (сводный полк РОНА под командованием штурмбаннфюрера СС Ивана Фролова) совершили многочисленные изнасилования немок — гражданок Германии, с их последующим убийством. Для немецкого командования, несмотря на прежние заслуги Каминского в борьбе с партизанами, это стало последней каплей. Последовал приказ обергруппенфюрера СС Эриха фон дем Баха-Зелевски о расстреле командира бригады Каминского. 22 или 23 августа Каминский был отозван в город Лицманштадт городского района Лицманштад административного округа Лицманштадт рейхсгау Вартеланд Германии (ныне город Лодзь Лодзинского воеводства Польши). В Лицманштадте находился штаб Баха. Каминский был арестован, приговорён военным трибуналом к смертной казни, после чего расстрелян. Было объявлено, что это сделали польские партизаны, устроив засаду, в подтверждение чего продемонстрирован его изрешечённый пулями и опрокинутый в кювет автомобиль. Вместе с Б. Каминским были расстреляны начальник штаба штандартенфюрер СС И. П. Шавыкин, главный врач русского самоуправления Г. Забора, переводчик Г. Садовский и водитель.
Приговор был приведён в исполнение действовавшей в Лицманштадтском (Лодзинском) гетто зондеркомандой СС под командованием Ганса Ботмана. В ходе Нюрнбергского процесса фон дем Бах подтвердил факт расстрела Каминского в своих показаниях, заявив, что Каминский был расстрелян за мародёрство по законам военного времени. Эрих фон дем Бах сказал на Нюрнбергском процессе, что тела были захоронены в концлагере Хелмно, а на следующий день — выкопаны и сожжены.
Позднее фон дем Бах следующим образом охарактеризовал Каминского: «Это был действительно очень странный человек… Он был скорее политиком, чем солдатом. Хотел стать конкурентом Власова… Он был русским националистом. Можно сказать, что его идеология была чем-то вроде русского нацизма».

## Награды
- Знак отличия для восточных народов
  - 2-го класса в серебре с мечами
  - 1-го класса в золоте с мечами (1944)
- Железный крест 2-го и 1-го класса (27 января 1944) — получил 2 награды одновременно.
- Нагрудный знак «За ранение» в чёрном
- Нагрудный знак «За борьбу с партизанами» (31 июля 1944)

## Семья
- Отец — Франц-Владислав Иванович, потомственный польский дворянин, жил в Санкт-Петербурге с 1870-х годов.
- Мать — Евва-Ядвига Игнатьевна, урожд. Заблоцкая (в советских документах Ева Игнатьевна), родилась в Риге. По отцу полька, по матери (Krauze) — из прибалтийских немцев, в годы войны жила в блокадном Ленинграде.
- Брат — Александр, в 1921 году уехал в Польшу
- Сестра — Антонина, во время блокады Ленинграда работала на овощной базе; в 1957 году осуждена на 11 лет, освобождена через 2 года по УДО.
- Жена Анна Брониславовна Войтович
  - Три дочери (Регина (род. 1927), Виктория, Галина), в феврале 1942 года эвакуированы из блокадного Ленинграда в пос. Шербакуль Омской области.
  - Сын — Владислав, в годы войны оставался в блокадном Ленинграде. Внук Александр[22].
  - Сын — имя неизвестно, умер в начале февраля 1943 года на территории Локотского окружного самоуправления (скорее всего от какой-то тяжелой болезни).[источник не указан 455 дней]
  - Сестра жены — Станислава Войтович, вышла замуж за Некрасова, высокого чина из НКВД, который был застрелен в своём кабинете на площади Урицкого (Дворцовая площадь) в 1937 году.

## Память
6 июня 2005 года К. П. Воскобойник и Каминский были канонизированы экстремистской неонацистской, признаваемой псевдоправославной религиозной организацией «Русская катакомбная церковь истинно православных христиан».

## Комментарии
1. ↑  Титул, указанный в Манифесте Народной социалистической партии России
2. ↑  К примеру, Стрелков Василий Павлович, бывший бургомистр на территории довоенного Навлинского района Брянской области, тоже был из партизан[11]
3. ↑  Шавыкин И. П. (1906 г. р.) в начале войны имел звание капитана РККА и был начальником связи 3-го дивизиона 117-го гаубичного артиллерийского полка 8-й стрелковой дивизии. Согласно официальным базам данных, числился пропавшим без вести с 1941 года[18]